# Ditrichocorycaeus andrewsi
Ditrichocorycaeus andrewsi – gatunek widłonoga z rodziny Corycaeidae. Opisał go w 1911 roku irlandzki zoolog George Philip Farran, nadając mu nazwę Corycaeus andrewsi.